# White Peak

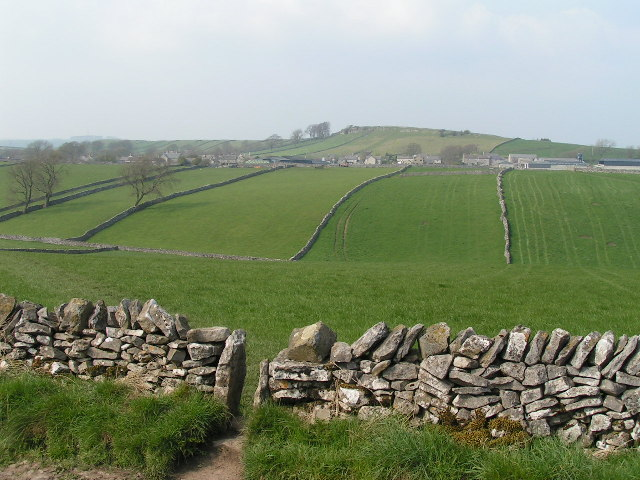
Paisaje típico de la meseta de White Peak, cerca de Litton

White Peak, también conocido como Low Peak, es una meseta de piedra caliza que forma la parte central y sur del Peak District en Inglaterra. Se encuentra principalmente entre 274,3 m y 426,7 m sobre el nivel del mar y está encerrado por Dark Peak, de mayor altitud, al oeste, norte y este.

## Área
En términos generales, White Peak cubre las partes de Derbyshire y Staffordshire del Peak District desde Hope Valley hacia el sur hasta Weaver Hills, cerca del valle del río Churnet. Tal como lo define Natural England, el área de carácter nacional White Peak cubre 52,86 hectáreas (0 mi²) e incluye el área delimitada aproximadamente por Ashbourne, Buxton, Castleton, Matlock y Wirksworth.

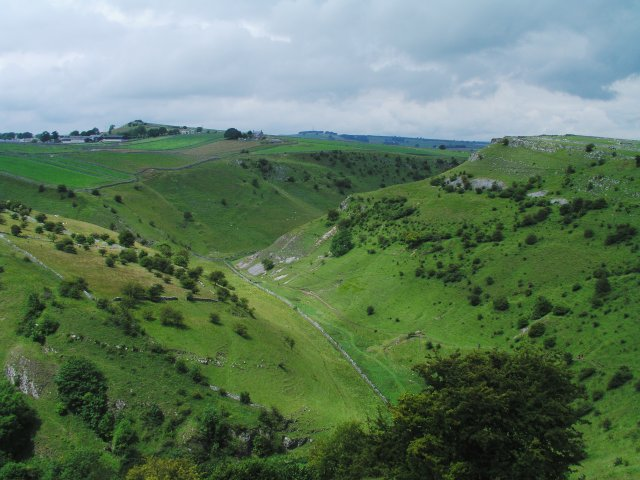
Cressbrook Dale, uno de varios valles empinados que cortan la meseta de piedra caliza

## Geología
La geología de White Peak tiene sus orígenes en el Carbonífero, cuando el área estaba bajo un mar poco profundo que estaba bordeado por arrecifes, lo que conducía a depósitos gruesos de material calcáreo. Durante millones de años, el área se elevó y se hundió varias veces, dando lugar a depósitos fangosos, arenosos y turbios que recubren las conchas calcáreas. La compresión convirtió los depósitos en roca: las conchas se convirtieron en piedra caliza y los depósitos suprayacentes se convirtieron en arenisca, pizarra y carbón. El levantamiento y el plegamiento posteriores elevaron el área a un anticlinal (el domo de Derbyshire), luego la erosión posterior eliminó los depósitos más jóvenes para exponer la piedra caliza. La piedra caliza consta de tres tipos: piedra caliza de plataforma de gran parte de la meseta central, de color gris pálido, con capas gruesas y de inmersión suave; piedra caliza de cuenca más plegada, de color gris más oscuro, con capas más delgadas en el suroeste; y piedra caliza arrecifal dura y sin capas que forma colinas en forma de cono en la periferia de la meseta.
La piedra caliza es porosa, por lo que las cuevas, las gargantas de piedra caliza y las quebradas son características comunes de la zona. Los suelos se derivan en su mayoría de loess depositados por vientos fríos en la última parte del último período glacial.

## Ecología

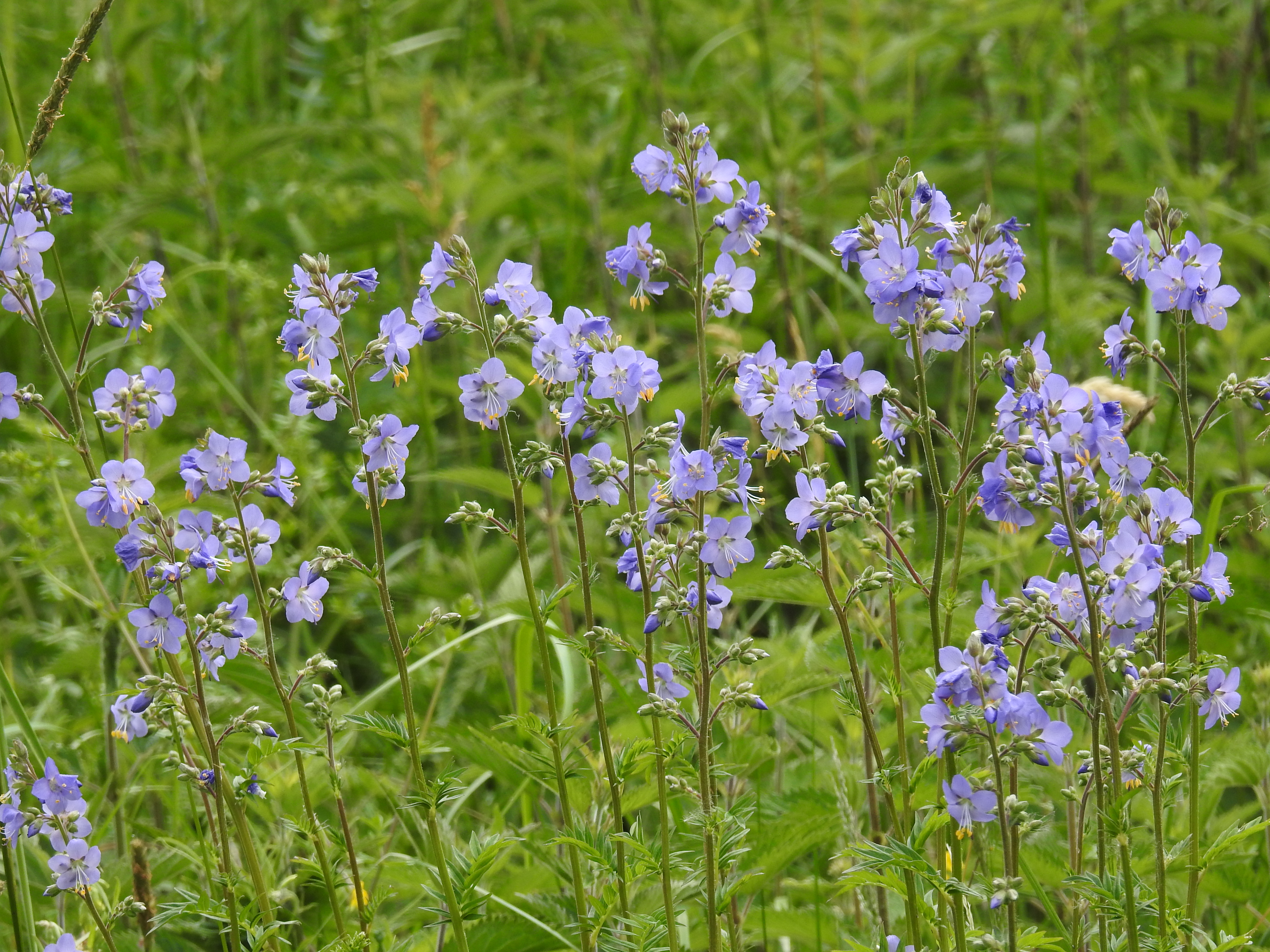
White Peak es un bastión nacional de Polemonium caeruleum

El suelo de loess generalmente de buena calidad significa que gran parte del área es pasto productivo para la agricultura, aunque en algunos lugares hay prados de heno, que contienen especies como Rhinanthus minor  y Galium verum. En laderas empinadas y puntos más altos donde los suelos son menos profundos y la mejora de los pastos es difícil, se pueden encontrar pastizales calcáreos ricos en especies, que contienen especies como Orchis mascula, Primula veris y Thymus serpyllum. En terrenos elevados, la lixiviación ha dado lugar a praderas ácidas, donde se encuentran Viola lutea y Vaccinium myrtillus y, en algunos lugares, restos de brezales de piedra caliza. Las laderas de los valles orientadas al norte y mínimamente pastoreadas son un bastión nacional de Polemonium caeruleum, la flor del condado de Derbyshire.

## Asentamientos
Las ciudades más grandes en White Peak están fuera del área del parque nacional Peak District. Estos pueblos incluyen Matlock, Wirksworth y Buxton, mientras que Bakewell y la mayoría de los pueblos del parque están en el área de White Peak. Alrededor de las áreas de Tideswell, Hartington, Flagg, Chelmorton y Youlgrave, se pueden ver campos largos y delgados creados por el cercado de campos de franjas medievales.